# Норт Атланта (Џорџија)
Норт Атланта (енгл. North Atlanta) насељено је место без административног статуса у америчкој савезној држави Џорџија.

## Демографија
По попису из 2010. године број становника је 40.456, што је 1.877 (4,9%) становника више него 2000. године.
| Група             | 2000.          | 2010.          |
| Белци             | 18.770 (48,7%) | 19.287 (47,7%) |
| Афроамериканци    | 6.773 (17,6%)  | 4.402 (10,9%)  |
| Азијати           | 1.881 (4,9%)   | 1.919 (4,7%)   |
| Хиспаноамериканци | 10.574 (27,4%) | 14.426 (35,7%) |
| Укупно            | 38.579         | 40.456         |